# Robert D. Walker
Pour les articles homonymes, voir Robert Walker et Walker.
Robert Walker est un acteur américain né le 18 juin 1888 à Bethlehem et décédé le 4 mars 1954 à Los Angeles.

## Filmographie
- 1913 : A Daughter of the Confederacy
- 1913 : A Railroad Wooing
- 1913 : A Railroader's Warning
- 1913 : Dear Old Girl
- 1913 : Rounding Up the Counterfeiters
- 1913 : The End of the Run
- 1913 : The Moonshiner's Mistake
- 1913 : The Railroad Detective's Dilemma
- 1913 : The Railroad Inspector's Peril
- 1913 : The Sacrifice at the Spillway
- 1913 : The Strike
- 1914 : A Midnight Tragedy
- 1914 : Her Bitter Lesson
- 1914 : Her Husband's Friend
- 1914 : In Wolf's Clothing
- 1914 : Seed and the Harvest
- 1914 : The Barefoot Boy
- 1914 : The Devil's Dansant
- 1914 : The False Guardian
- 1914 : The Hate That Withers
- 1914 : The Mystery of the Sleeping Death
- 1914 : The Old Army Coat
- 1914 : The Swamp Fox
- 1914 : The Treasure Ship
- 1914 : The Vampire's Trail
- 1914 : The Viper
- 1915 : A Sister's Burden
- 1915 : An Innocent Sinner
- 1915 : Children of Eve : Bert Madison
- 1915 : Don Caesar de Bazan : Charles II of Spain
- 1915 : His Wife's Sweetheart
- 1915 : The Bondwoman
- 1915 : The Call of the City
- 1915 : The Destroyer
- 1915 : The Face of the Madonna
- 1915 : The Girl of the Music Hall
- 1915 : The Haunted House of Wild Isle
- 1915 : The Haunting Fear
- 1915 : The Leech
- 1915 : The Little Saleslady
- 1915 : The Lone Game
- 1915 : The Lure of Mammon
- 1915 : The Night Operator at Buxton
- 1915 : The Parson's Button Matcher
- 1915 : The Ploughshare : Jack Strong, frère de Jenny
- 1915 : The Scorpion's Sting
- 1915 : The Second Commandment
- 1915 : The Siren's Reign
- 1915 : The Sufferin' Baby
- 1915 : The Way Back : Ralph Kingman
- 1915 : When Conscience Sleeps
- 1915 : When the Mind Sleeps
- 1915 : Wife for Wife
- 1916 : Fear
- 1916 : La Fleur enchantée : Dick Deane
- 1916 : The Cossack Whip : Alexis
- 1916 : The Gates of Eden : William Bard
- 1916 : The Light of Happiness : Révérend Clyde Harmon
- 1916 : The Littlest Magdalene
- 1917 : A Wife by Proxy : Norton Burbeck
- 1917 : Aladdin's Other Lamp : Harry Hardy
- 1917 : Blue Jeans : Perry Bascom
- 1917 : God's Law and Man's : Dr. Claude Drummond
- 1917 : Lady Barnacle : George Morling
- 1917 : The Girl Without a Soul : Hiram Miller
- 1917 : The Mortal Sin : George Anderson
- 1918 : At the Mercy of Men : Count Andreas
- 1918 : La Force de l'hérédité : Henry Grant / Lawrence Grant
- 1918 : Le Tourbillon d'Alan Crosland : Richard Brettner
- 1918 : The Fair Pretender : Harcourt
- 1918 : The Sins of the Children : Graham Guthrie
- 1918 : The Woman Between Friends : Jack Graylock
- 1918 : The Woman Who Gave : Don Walcott
- 1919 : Burglar by Proxy : Harlan Graves
- 1919 : Le Cœur et la petite main : Charles Merryweather
- 1919 : Le Fauve de la Sierra : John Cavendish
- 1919 : The Double Hold-Up
- 1919 : The Light : Etienne Desechette
- 1920 : Isobel or The Trail's End d'Edwin Carewe : Pvt. Thomas Pelliter
- 1920 : La Proie (The Woman in His House) de John M. Stahl : Associate Docteur
- 1920 : Prairie Trails : Winthrop Adams Endicott
- 1920 : Rouge and Riches : Jefferson Summers
- 1920 : Shore Acres : Sam Warren
- 1920 : The Texan : Winthrop Endicott
- 1921 : White Oak (en) : Frère de Barbara
- 1922 : Broad Daylight : The Scarab
- 1922 : Reckless Chances : Harry Allen
- 1923 : Itching Palms : Dr. Peak
- 1923 : The Drug Traffic : Willie Shade
- 1923 : Why Women Remarry : Sœur de Dan Hannon's second husband
- 1924 : Battling Brewster : George Wendell
- 1924 : Dancing Cheat : Bobby Norton
- 1925 : A Daughter of the Sioux : Eagle Wing
- 1925 : Billy the Kid
- 1925 : Dangerous Fists
- 1925 : The Drug Store Cowboy : Gentleman Jack
- 1925 : The Mystery Box : George Mason
- 1925 : The Outlaw's Daughter : Slim Cole
- 1925 : The Riding Comet : Austin Livingston
- 1925 : The Rip Snorter : Robert Willis
- 1925 : Tonio, Son of the Sierras : Lt. Booth
- 1925 : Warrior Gap : Maj. Burleigh
- 1926 : Deuce High : Ranger McLeod
- 1926 : Law or Loyalty : Davis French
- 1926 : The Gallant Fool (en)  : Capitaine Turgemore
- 1926 : The Silent Flyer : Henchman
- 1927 : Daring Deeds : Walter Sarles
- 1927 : Roaring Fires
- 1927 : Western Courage (en) de Ben F. Wilson : Stephen Stanton
- 1928 : The Code of the Scarlet : Frank Morgan
- 1928 : The Cowboy Cavalier
- 1928 : The Mysterious Airman : William Craft
- 1928 : The Upland Rider : Bernt
- 1929 : The Dream Melody : George Monroe
- 1929 : The Voice from the Sky : Edgar Ballin
- 1930 : Bar-L Ranch : Henchman
- 1930 : Breed of the West : Longrope Wheeler - Crooked Foreman
- 1930 : Canyon Hawks : Steve aka The Hawk
- 1930 : Phantom of the Desert : Steve - Henchman
- 1930 : Ridin' Law : Frank
- 1930 : The Fighting Legion : Ranger Tom Dawson
- 1930 : Westward Bound : Steve - Henchman
- 1931 : Headin' for Trouble : Butch Morgan - Henchman
- 1931 : Le Petit César : Lorch Henchman (non crédité)
- 1931 : Pueblo Terror : Bob Morgan
- 1931 : The Kid from Arizona : The Crooked Foreman / Gang Leader
- 1931 : The Mystery Trooper : Mountie Sergeant (non crédité)
- 1931 : The Sign of the Wolf : Joe - Henchman
- 1931 : The Vanishing Legion : Oil Co. Director Allen (en tant que Bob Walker)
- 1931 : Trapped (en)  de Bruce M. Mitchell : Policier (non crédité)
- 1931 : West of Cheyenne : Henchman Nevada
- 1932 : Apache, cheval de la mort (en) d'Otto Brower : Saunders [Ch. 6] (non crédité)
- 1932 : Between Fighting Men : Man Who Reports Murder (non crédité)
- 1932 : Border Devils : Cowhand (non crédité)
- 1932 : Come On, Tarzan : Cowhand (non crédité)
- 1932 : Dynamite Ranch : Henchman (non crédité)
- 1932 : Hell-Fire Austin : Soldat / Henchman (non crédité)
- 1932 : Sunset Trail (en) de Lesley Selander : Henchman (non crédité)
- 1932 : The Lone Trail : Joe
- 1932 : The Man from New Mexico : Mort Snyder
- 1932 : The Scarlet Brand (en) de  J. P. McGowan : Bill Morse
- 1932 : Tombstone Canyon (en) d'Alan James : Skeeter (non crédité)
- 1933 : Girl Trouble
- 1933 : Jaws of Justice : Boone Jackson
- 1933 : Justice pour un innocent : Henchman (non crédité)
- 1933 : King of the Arena : Deputy Bob (non crédité)
- 1933 : Phantom Thunderbolt : Henchman (non crédité)
- 1933 : Strawberry Roan : Bat (en tant que Bob Walker)
- 1933 : The Fiddlin' Buckaroo : Deputy Harry (non crédité)
- 1933 : The Lone Avenger : Wounded Man (non crédité)
- 1933 : The Trail Drive : Cattle-Buyer (non crédité)
- 1933 : Twin Husbands : Burglar (non crédité)
- 1934 : Arizona Nights
- 1934 : I Believed in You : Détective (non crédité)
- 1934 : Monte Carlo Nights (en) de William Nigh : Détective (non crédité)
- 1934 : Le Mystère du Colorado (en) (Mystery Mountain)  d'Otto Brower : Henchman (non crédité)
- 1934 : Mystery Ranch (en) de Bernard B. Ray : Deputy (non crédité)
- 1934 : Potluck Pards de Bernard B. Ray
- 1934 : Rawhide Mail : Brown - the Buyer
- 1934 : Rocky Rhodes : Deputy Mike (non crédité)
- 1934 : Terror of the Plains : Sheriff
- 1934 : The Border Menace : Henchman (non crédité)
- 1934 : The Pecos Dandy
- 1934 : The Prescott Kid : Deputy (non crédité)
- 1934 : Thunder Over Texas : Crooked Deputy Jenks (non crédité)
- 1935 : Border Brigands : Henchman (non crédité)
- 1935 : Born to Battle : Sheriff Jones (non crédité)
- 1935 : Captured in Chinatown : Harry--Henchman
- 1935 : Coyote Trails (en) de Bernard B. Ray : Sheriff (non crédité)
- 1935 : Fighting Caballero : Bull
- 1935 : Loser's End (en) de Bernard B. Ray : Henchman Joe Kramer
- 1935 : Mary Burns, la fugitive : G-Man (non crédité)
- 1935 : Midnight Phantom (en) de Bernard B. Ray : Capt. Jim Phillips
- 1935 : Million Dollar Haul : Policier
- 1935 : Never Too Late de Bernard B. Ray : Matt Dunning - Henchman bidding at auction
- 1935 : North of Arizona : Garde (non crédité)
- 1935 : Now or Never (en) de Bernard B. Ray : Mike McGowan - Henchman
- 1935 : Outlawed Guns : Art Wallace (non crédité)
- 1935 : Rough Riding Ranger : Ram Hansen
- 1935 : Skull and Crown : Saunders - Agent (non crédité)
- 1935 : Texas Jack (en) de Bernard B. Ray : Dan Corey, aka Andrew Cole
- 1935 : The Crimson Trail : Red (non crédité)
- 1935 : The Ivory-Handled Gun : Henchman at Cabin (non crédité)
- 1935 : The Laramie Kid : Road Gang Garde (non crédité)
- 1935 : The Live Wire : Capt. Martin (non crédité)
- 1935 : The Pecos Kid (en) de Harry L. Fraser : U. S. Marshal (non crédité)
- 1935 : Le Talisman sauveur (en) (The Silver Bullet) de Bernard B. Ray : Phony Marshal (non crédité)
- 1935 : The Throwback (en) de Ray Taylor : Sheriff Carey (en tant que Bob Walker)
- 1935 : Tracy Rides : Henchman (non crédité)
- 1935 : Wolf Riders : Deputy (non crédité)
- 1936 : Aces and Eights (en) : Croupier (non crédité)
- 1936 : Aventure à Manhattan : G-Man (non crédité)
- 1936 : Caryl of the Mountains (en) de Bernard B. Ray : Enos Colvin
- 1936 : Fast Bullets : Frank (en tant que Bob Walker)
- 1936 : Hair-Trigger Casey (en) : Colton - Border Patrol Agent
- 1936 : Les Vengeurs de Buffalo Bill (en) (Custer's Last Stand) d'Elmer Clifton : Pete - Henchman
- 1936 : Sous deux drapeaux
- 1936 : Step on It (en) de Harry S. Webb : Roger Simmons
- 1936 : The Adventures of Frank Merriwell : Lang (non crédité)
- 1936 : The Amazing Exploits of the Clutching Hand (en) : Joe Mitchell
- 1936 : The Black Coin : Capt. 'Shark' Malone (en tant que Bob Walker)
- 1936 : The Final Hour : G-Man (non crédité)
- 1936 : The Speed Reporter (en) de Bernard B. Ray : Stanley - City Editor (en tant que Bob Walker)
- 1936 : Two-Fisted Gentleman : Policier
- 1936 : Zorro l'indomptable : Vigilante (non crédité)
- 1937 : Borderland (en) de Nate Watt : American Visitor (non crédité)
- 1937 : Gunsmoke Ranch (en) de Joseph Kane : Seth Williams (en tant que Bob Walker)
- 1937 : Hollywood Cowboy : Sheriff Powers (non crédité)
- 1937 : It Can't Last Forever : Federal Man (non crédité)
- 1937 : Left-Handed Law : Henchman Todd (non crédité)
- 1937 : SOS Coast Guard : Black (non crédité)
- 1937 : Sky Racket (en) de Sam Katzman : Wedding Invité (non crédité)
- 1937 : Speed to Spare : Starter
- 1937 : The Mysterious Pilot : Boyer - Henchman / Lumberjack [Chs.10-14] (en tant que Bob Walker)
- 1937 : Two-Fisted Sheriff : Ami de Lyons - Gargan
- 1937 : Woman in Distress : Jones (non crédité)
- 1938 : Bill Hickok le sauvage : Morton (non crédité)
- 1938 : Chasseurs d'espions : Workman (non crédité)
- 1938 : Rollin' Plains : Deputy (non crédité)
- 1938 : The Secret of Treasure Island : Dying Mole Man (non crédité)
- 1938 : West of Rainbow's End : Henchman Tex (non crédité)
- 1938 : When G-Men Step In : Desk Man (non crédité)
- 1939 : Code of the Cactus : Government Agent (non crédité)
- 1939 : El Diablo Rides : Henchman Frank
- 1939 : Laissez-nous vivre : Policier (non crédité)
- 1939 : Les Policiers de l'eau : Agent 33 (non crédité)
- 1939 : Monsieur Smith au Sénat : Senator Holland (non crédité)
- 1939 : The Pal from Texas : Henchman Joe (non crédité)
- 1940 : Pioneer Days : Trigger - Henchman
- 1940 : The Lone Wolf Strikes : Policier (non crédité)
- 1941 : Hard Guy (en) d'Elmer Clifton : Pete the Barman (non crédité)
- 1941 : I'll Sell My Life : Lugger
- 1941 : Sierra Sue : Man at carnival (non crédité)
- 1941 : The Return of Daniel Boone (en) : Rancher (non crédité)
- 1942 : Ghost Town Law : Murdered Marshal O'Neill (non crédité)
- 1942 : La Justice des hommes : Deputy Sheriff (non crédité)
- 1942 : Pendu à l'aube : Prison Garde (non crédité)
- 1943 : Zone mortelle (Riders of the Deadline) : Ranger (non crédité)
- 1944 : One Mysterious Night : Man in Office with Mathews (non crédité)
- 1945 : Song of the Prairie : Deputy (non crédité)
- 1945 : Texas Panhandle : Barman (non crédité)
- 1945 : The Return of the Durango Kid : Barfly (non crédité)
- 1946 : La Ville des sans-loi : Juror (non crédité)
- 1946 : Midnight Menace
- 1946 : The Fighting Frontiersman : Cabin Henchman (non crédité)
- 1946 : Two-Fisted Stranger : Deputy (non crédité)
- 1947 : South of the Chisholm Trail : Rancher (non crédité)
- 1947 : The Last Round-up (en) de John English : Rancher (non crédité)
- 1948 : Arthur Takes Over : Bruce Carter
- 1949 : Bandits of El Dorado : Café Patron (non crédité)
- 1949 : Riders in the Sky : Townsman (non crédité)
- 1950 : Lightning Guns : Townsman (non crédité)
- 1950 : Mule Train (en) de John English : Townsman (non crédité)
- 1950 : The Blazing Sun (en) de John English : Townsman (non crédité)
- 1951 : Gene Autry and The Mounties (en) de John English : Townsman (non crédité)
- 1951 : Texans Never Cry (en) de Frank McDonald : Townsman (non crédité)
- 1952 : The Old West : Storekeeper (non crédité)
- 1953 : Goldtown Ghost Riders : Man at Hearing (non crédité)